# Désiré Prys
Désiré Prys est un violoniste et compositeur montois né le 8 novembre 1852 et mort en 1932.
Diplômé du Conservatoire royal de Mons, il dirige l'orchestre du Théâtre royal de Mons de 1880 à 1882, après au palais de Versailles, puis celui d'Anvers de 1884 à 1887, et celui de Liège en 1886. Il dirigea également l'Harmonie de Frameries.
Il a aussi dirigé pendant les étés l’orchestre au Kursaal en Ostende, comme assistent de Edouard-Emile-Jean Périer.

## Œuvres
- 1901 : Les Amours de Pierrot, opéra-comique en un acte.
- 1913 : Joli Minois rose, mazurka pour orchestre.